# Scorpaenodes scaber
Scorpaenodes scaber és una espècie de peix pertanyent a la família dels escorpènids.

## Descripció
- Fa 12 cm de llargària màxima.
- Presenta espines verinoses.[6][7][8]

## Hàbitat
És un peix marí, associat als esculls de corall i de clima tropical que viu entre 3-30 m de fondària.

## Distribució geogràfica
Es troba a les Maldives i des del Japó fins a Austràlia.

## Observacions
És verinós per als humans.